# Robert Dorfman
Robert Dorfman (27 de octubre de 1916 - 24 de junio de 2002) fue profesor emérito de economía política en la Universidad de Harvard. Dorfman hizo grandes contribuciones a los campos de la economía, las pruebas de grupo y en la Teoría de códigos.
Su artículo La detección de miembros defectuosos de grandes poblaciones (1943) es un hito en la esfera de las pruebas de grupo combinatorio. Para citar al colaborador y ganador del premio Nobel Robert M. Solow "Después de comenzar su carrera como estadístico - su artículo La detección de miembros defectuosos de grandes poblaciones"(1943) sigue siendo un hito - transformó a la economía y los modelos lineales de producción y asignación, capturó la imaginación de la profesión. Dorfman es coautor de "Programación Lineal y Análisis Económico" con Solow y el economista Paul A. Samuelson.

## Biografía
Dorfman nació en Nueva York el 27 de octubre de 1916. Recibió su título en Estadística Matemática de Columbia College, NY en 1936 y su maestría en Columbia University en 1937. Trabajó para el gobierno federal como un estadístico por 4 años, a partir de 1939 Y también sirvió como analista de operaciones para las Fuerzas Aéreas del Ejército de los Estados Unidos durante la Segunda Guerra Mundial. En 1946, se inscribió en la Universidad de California en Berkeley y obtuvo su Ph.D. en Economía en 1950 con una tesis titulada Aplicaciones de Programación Lineal a la Teoría de la Firma. Dorfman finalmente se trasladó a Harvard en 1955. La carrera de Dorfman en Harvard duró 32 años. Profesor de Economía de 1955 a 1972, Dorfman se convirtió en el Profesor David A. Wells de Economía Política en 1972, cargo que ocupó hasta su jubilación en 1987.

## Distinciones
Dorfman recibió muchos honores, incluyendo una beca Guggenheim y dos becas de investigación de la Facultad de Ford; Fue nombrado miembro distinguido de la American Economic Association y miembro de la Academia Americana de Artes y Ciencias. De 1976 a 1984, fue editor del Quarterly Journal of Economics. Durante su larga y extensa carrera, Dorfman fue vicepresidente de la American Economic Association, vicepresidente de la Asociación de Economistas Ambientales y de Recursos y miembro de varios comités enfocados en temas ambientales. Presidió el Comité del Consejo Nacional de Investigación sobre el Análisis de Prototipos de Plaguicidas en 1978.

## Publicaciones
- Dorfman, Robert; Maass Arthur; Hufschmidt, Maynard; Harold, Thomas A. Jr; Marglin Stephen A; Fair, Gordon Maskew.  (1962). Design of Water Resource Systems Harvard University Press.[5]
- Dorfman, Robert; Thomas H. A. Jr.; Jacoby, H. D. (1967). Prices and Market Prentice Hall.
- Dorfman, Robert; Thomas H. A. Jr.; Jacoby, H. D. (1972). Models for managing Water Quality Harvard University Press[6]
- Dorfman, Robert; Dorfman, Nancy S. (1997). Economic Theory and Public Decisions Edward Elgar
- Dorfman, R. The Detection of Defective Members of Large Populations. The Annals of Mathematical Statistics, 14(4), 436-440. Retrieved from